# Nahverkehr in Siegen
Der Siegener Nahverkehr wird mit Ausnahme des von der Deutsche-Bahn-Tochter Westfalenbus betriebenen SB1 von den Verkehrsbetrieben Westfalen-Süd betrieben und umfasst ein komplexes Liniennetz, welches die Großstadt Siegen abdeckt. Das Liniennetz gliedert sich in das CityBus-Netz Siegen, das Regionalnetz mit drei zusätzlichen Schnellbuslinien nach Bad Laasphe, Burbach und Olpe sowie das Schienennetz, das Verbindungen ins Ruhrgebiet, ins Rheinland und in den Großraum Rhein-Main ermöglicht. Zu Randzeiten werden anstelle von Standard-Linienbussen sogenannte TaxiBusse eingesetzt, welche nur auf Anmeldung verkehren. Es sind nur die Linien aufgeführt, die das Stadtgebiet Siegen befahren.

## Liniennetz

### Citybus-Netz Siegen
Das Citybus-Netz Siegen umfasst 20 Linien, die in den Randbezirken im 30-Minuten-/60-Minuten-Takt die Stadtteile mit dem Zentralen Omnibusbahnhof Siegen verbinden. Das Citybus-Netz verkehrt ausschließlich im Stadtgebiet Siegen. Lediglich zwei Haltestellen der Linie C101 liegen geographisch bedingt auf dem Gemeindegebiet von Mudersbach in Rheinland-Pfalz.
| Liniennr. | Startpunkt   | Linienweg                                                                                              | Endpunkt                  | Takt | Bemerkungen |
| --------- | ------------ | --- | ------------------------- | ---- | --- |
| C100      | Siegen ZOB   | Hengsbach – Eiserfeld – Kohlenbach                                                                     | Eisern                    | 30   | Zusätzliche Direktfahrten in der HVZ zwischen Siegen und dem Eiserfelder Wohngebiet „In der Hubach“                               |
| C101      | Siegen ZOB   | Hengsbach – Eiserfeld – Niederschelden – Gosenbach                                                     | Oberschelden              | 30   | Gosenbach – Oberschelden nur Takt 60 Rückfahrt via C113                                                                           |
| C102      | Siegen ZOB   | Leimbachstraße/Rosterberg                                                                              | Jung-Stilling-Krankenhaus | 30   | Während Früh-HVZ Takt 15 Gegenläufiger Rundverkehr                                                                                |
| C103      | Siegen ZOB   | Schleifmühlchen – Lindenbergfriedhof – Lindenbergsiedlung – Fludersbach                                | Peipers Halde             | 60   | Rückfahrt via C104 |
| C104      | Siegen ZOB   | Leimbachstraße – Winchenbach – Fludersbach                                                             | Peipers Halde             | 60   | Rückfahrt via C103 |
| C105      | Siegen ZOB   | Oberstadt – Giersberg – Am Kornberg – Dautenbach – Stockfriedhof                                       | Weidenau ZOB              | 30   | Rückweg via Marienkrankenhaus |
| C106      | Siegen ZOB   | Oberstadt – Bürbach – Stockweg – Engsbachstraße – Weidenau ZOB – Glückaufstraße                        | Universität Siegen        | 30   | Rückweg via Schleifmühlchen Zweistündliche Verstärkerfahrten zwischen Weidenau ZOB und Universität als Durchbindung von Linie R17 |
| C107      | Siegen ZOB   | Oberstadt – Giersberg (Giersbergstraße/Wittgensteiner Straße) – Silberfuchs/Sodingenstraße – Talstraße | Weidenau ZOB              | 30   | Alternierende Bedienung Giersbergstraße/Wittgensteiner Straße Rückweg via Marienkrankenhaus                                       |
| C109      | Siegen ZOB   | Kaisergarten – Hainer Hütte – Kaan-Marienborn (Kichtaler Weg) – Volnsberg                              | Breitenbach               | 60   | Wochenends nur als TaxiBus-Bedarfsverkehr zwischen Kaan-Marienborn und Breitenbach                                                |
| C111      | Siegen ZOB   | Kaisergarten – Weidenau ZOB – Am Eichenhang                                                            | Universität Siegen        | 30   | |
| C112      | Siegen ZOB   | Hengsbach – Hubenfeld – Alte Dreisbach – Achenbach – Ziegenberg                                        | Siegen ZOB                | 60   | Rückfahrt wochenends via C113 Rundverkehr                                                                                         |
| C113      | Siegen ZOB   | Oranienhof – Heidenberg – Achenbach – Gosenbach                                                        | Oberschelden              | 30   | Gosenbach – Oberschelden nur Takt 60 Rückfahrt via C101                                                                           |
| C114      | Siegen ZOB   | Emmy-Noether-Campus – Oranienhof                                                                       | Fischbacherberg           | 30   | Während der HVZ teilweise Takt 15                                                                                                 |
| C116      | Siegen ZOB   | Kinderklinik – Charlottental – Weidenau (Polizei) – Giersberg (Am Hirschberg)                          | Weidenau ZOB              | 60   | |
| C117      | Siegen ZOB   | Hermelsbacher Friedhof – Numbach                                                                       | Trupbach/Seelbach         | 60   | Zusätzlich TaxiBus-Bedarfsverkehr zwischen Siegen, dem Trupbacher Libellenweg sowie dem Seelbacher Buberg                         |
| C130      | Siegen ZOB   | Kaisergarten – Weidenau ZOB – Geisweid ZOB – Wenscht/Lehmkuhle                                         | Geisweid Freibad          | 30   | Gegenläufiger Rundverkehr in Geisweid im Abschnitt ZOB-Freibad                                                                    |
| C132      | Geisweid ZOB | Friesenhalle – Hofbachstraße – Langenholdinghausen – Birlenbach                                        | Geisweid ZOB              | 60   | Rundverkehr |
| C133      | Geisweid ZOB | Geisweid (Freibad) – Sohlbach                                                                          | Buchen                    | 60   | |
| C134      | Geisweid ZOB | Ruhrststraße – Hoher Rain – Bergstraße                                                                 | Geisweid ZOB              | 60   | Rundverkehr |
| C135      | Geisweid ZOB | Niedersetzen                                                                                           | Obersetzen                | 60   | |

#### Hübbelbummler
| Liniennr. | Startpunkt | Endpunkt | Linienweg                        | Takt |
| --------- | ---------- | -------- | -------------------------------- | ---- |
| H1        | Siegen     | Siegen   | Jakob-Scheiner-Platz – Oberstadt | 60   |

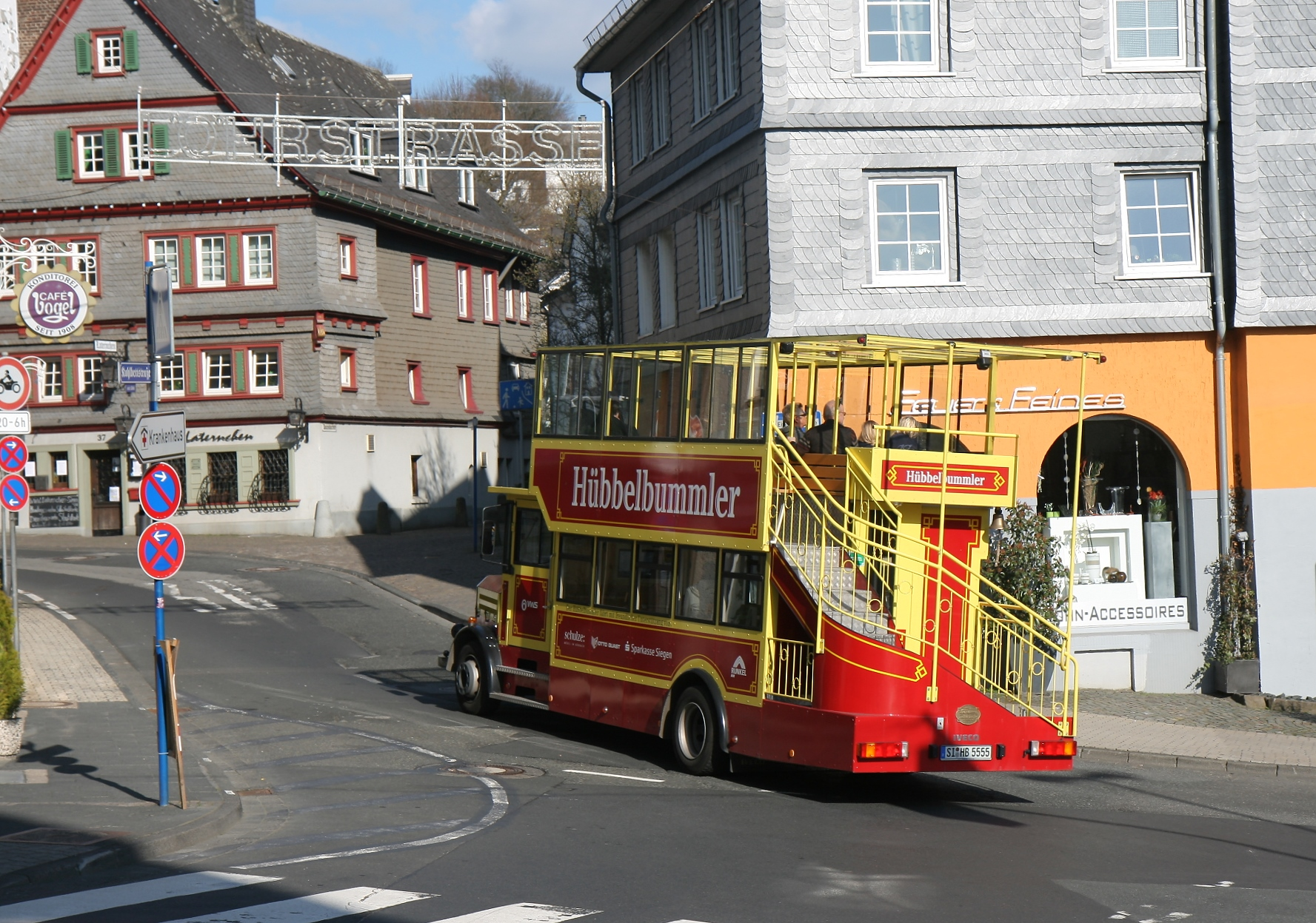
Hübbelbummler

Seit Oktober 2006 verkehrt zusätzlich zu den regulären Citybus-Linien der so genannte Hübbelbummler zunächst als Stadtbus zwischen ZOB und Oberstadt. Mittlerweile startet der Hübbelbummler vor dem Apollo-Theater. Im Einsatz ist der Bus mittwochs und samstags zwischen März und Oktober. Seit September 2019 dient der Hübbelbummler zudem als so genannter Museumsbus. Bei dem Fahrzeug handelt es sich um einen gelb-roten Doppelstockbus in nostalgischem Stil. Eine Hübbelbummler-Fahrkarte erlaubt das Unterbrechen und die spätere Fortsetzung der Fahrt. Zeitkarten der VGWS sind in diesem Stadtbus nicht gültig.

#### Magolves-Linie
| Liniennr. | Startpunkt | Endpunkt | Linienweg                    | Takt  |
| --------- | ---------- | -------- | ---------------------------- | ----- |
| M1        | Siegen     | Siegen   | Siegen ZOB – Leimbachstadion | 25–30 |

Zu den Heimspielen der Sportfreunde Siegen verkehrt ab 15 Minuten vor Einlass eine optionale Linie (Magolves-Linie) im 25-30-Minuten-Takt zum Leimbachstadion und nach den Spielen zurück nach Siegen ZOB. Diese Anfahrt ist mit einer Eintrittskarte eines Ligaspieles kostenfrei.

#### UniExpressLinien
Um einen schnellen Verkehr zur Universität zu gewährleisten, verkehren seit dem 1. Oktober 2012 zusätzliche Leistungen (neben den Citybussen) zur Universität, die so genannten UniExpressLinien.
| Liniennr. | Startpunkt          | Linienweg                                    | Endpunkt        | Bemerkungen                                |
| --------- | ------------------- | -------------------------------------------- | --------------- | ------------------------------------------ |
| UX1       | Siegen ZOB          | Hüttentalstraße (HTS) – Weidenau Krankenhaus | Universität AR  | Einzelne Fahrten ohne Weidenau Krankenhaus |
| UX2       | Weidenau ZOB        | Universität H – Wilhelm-von-Humboldt-Platz   | Universität AR  |                                            |
| UX3       | Weidenau ZOB        | Wilhelm-von-Humboldt-Platz                   | Universität H   | Fahrten in UX2 integriert                  |
| UX4       | Universität ENC     | Kölner Tor – Universität H                   | Universität AR  |                                            |
| UX5       | Langenholdinghausen | Birlenbach – Geisweid                        | Universität AR  |                                            |
| UX6       | Universität AR      | Universität H – Kölner Tor                   | Universität ENC |                                            |

Diese Linien verkehren ausschließlich während der Vorlesungszeit mit einer Woche Vor- und Nachbetrieb.

### Regionalnetz
Das Regionalnetz wird durch Linien mit dem Präfix R abgedeckt. Es bedient meistens die Vororte Siegens mit dem Siegener ZOB. Die Taktzeiten sind meist länger und Umsteigen ist nur selten möglich. Eine Ausnahme stellt die Linie R10 (Siegen–Kreuztal) dar, da sie den bevölkerungsstärksten Teil Siegens abdeckt, jedoch noch nach Kreuztal weiterführt.

#### Regionalbuslinien
| Liniennr. | Startpunkt   | Linienweg | Endpunkt          | Takt | Bemerkungen |
| --------- | ------------ | --- | ----------------- | ---- | --- |
| R10       | Siegen ZOB   | Weidenau ZOB – Geisweid ZOB – Buschhütten – Kreuztal Bahnhof/Ernsdorf Busbahnhof – Eichen – Krombach – Littfeld                                                                    | Burgholdinghausen | 15   | 1 × stündlich ab Kreuztal weiter als R11 nach Hilchenbach Kreuztal-Burgholdinghausen nur Takt 30 1 × stündlich bis Ernsdorf Busbahnhof Drei Express-Busse in Früh-HVZ zwischen Siegen und Kreuztal Bahnhof |
| R12       | Siegen ZOB   | Kaan-Marienborn – Niederdielfen – Flammersbach – Oberdielfen – Wilnsdorf – Kalteiche/Elkersberg – Wilden – Salchendorf                                                             | Neunkirchen       | 60   | Einzelne Fahrten nicht über Flammersbach Ab Wilnsdorf nur Mo–Fr einzelne Fahrten nach Neunkirchen Mo–Fr zusätzlich TaxiBus-Bedarfsverkehr zwischen Neunkirchen und Altenseelbach |
| R13       | Siegen ZOB   | Brüderweg – Kaan-Marienborn – Niederdielfen – Anzhausen – Rudersdorf – Gernsdorf – Rudersdorf Bf – Wilgersdorf                                                                     | Wilnsdorf         | 60   | Einzelne Fahrten nicht über Gernsdorf |
| R14       | Siegen ZOB   | Alte Feuerwache – Lindenbergsiedlung – Rödgen – Obersdorf – Eisern | Rinsdorf          | 60   | Taktlücken außerhalb der HVZ Außerhalb der HVZ & wochenends weiter bis Wilnsdorf |
| R16       | Siegen ZOB   | Weidenau ZOB – Universität/Weidenau Ost – Dreis-Tiefenbach Ost/Bittenbach – Netphen – Deuz – Salchendorf – Helgersdorf – Werthenbach Bahnhof – (Werthenbach Wende) – Irmgarteichen | Hainchen          | 30   | Zweistündlich weiter nach Gernsdorf Einzelne Fahrten zur HVZ weiter nach Rudersdorf Bf Während Früh-HVZ teilweise Takt 15 Stündlich bzw. Zweistündig bis Werthenbach Wende Fährt zwischen Weidenau Schmiedestraße und Weidenau ZOB Beschleunigt Während Früh-HVZ Zusatzfahrten zwischen Deuz und Netphen Deuz-Hainchen Takt 30 bzw. 60 Fährt zwischen Dreis-T. Ortsmitte und Weidenau A.-Schlüter-Str. beschleunigt |
| R17       | Weidenau ZOB | Engsbachstraße – Am Kornberg – Reichspfad – Dreis-Tiefenbach – Eckmannshausen – Unglinghausen – Kredenbach – Dahlbruch                                                             | Müsen             | 60   | Zweistündlich von Universität als Durchbindung aus Linie C106 |
| R22       | Siegen ZOB   | Eiserfeld – Salchendorf | Neunkirchen       | 60   | Während der HVZ teilweise Takt 30 Mo–Fr stündlich bzw. wochenends zweistündlich ab Neunkirchen weiter als R24 nach Burbach Wochenends zweistündlich ab Neunkirchen weiter als R23 nach Herdorf |
| R25       | Siegen ZOB   | Leimbachstraße – Eisern – Rinsdorf – Wilnsdorf – Wilgersdorf – Industriegebiet Kalteiche – Würgendorf                                                                              | Burbach           | 120  | |
| R27       | Siegen ZOB   | Weidenau ZOB – Dreis-Tiefenbach – Netphen – Lützel – Erndtebrück – Birkelbach – Schameder – Weidenhausen                                                                           | Bad Berleburg     | 120  | Fährt zwischen Siegen ZOB und Dreis-Tiefenbach beschleunigt |
| R37       | Siegen ZOB   | Seelbach – Alchen – Bühl – Büschergrund | Freudenberg       | 60   | |
| R38       | Siegen ZOB   | Schnellstraße – Lindenberg – Büschergrund | Freudenberg       | 60   | Während Früh-HVZ (5–8 Uhr) Takt 30 Fährt zwischen Siegen ZOB und Lindenberg beschleunigt |
| R39       | Siegen ZOB   | Seelbach – Heisberg – Oberfischbach – Niederndorf | Niederfischbach   | 60   | Während der HVZ teilweise Takt 30 |
| R40       | Siegen ZOB   | Seelbach – Lindenberg – Heuslingen – Oberfischbach – Niederndorf – Dirlenbach | Freudenberg       | 60   | |
| R51       | Siegen ZOB   | Weidenau ZOB – Geisweid ZOB – Birlenbach – Langenholdinghausen – Meiswinkel – Oberholzklau – Hünsborn – Ottfingen – Wenden – Gerlingen                                             | Olpe ZOB          | 60   | Fährt zwischen Siegen ZOB und Geisweid ZOB beschleunigt |
| R53       | Siegen ZOB   | Schnellstraße – Alchen – Niederholzklau – Oberholzklau – Hünsborn – Ottfingen – Wenden – Gerlingen                                                                                 | Olpe ZOB          | 60   | Fährt zwischen Siegen ZOB und Alchen beschleunigt Einzelne Fahrten zur HVZ über Lindenberg und Autobahn nach Olpe (ehemalige Linie SB1) |

#### Schnellbusse
| Liniennr. | Startpunkt | Linienweg                                                                        | Endpunkt    | Takt | Bemerkungen                                                  |
| --------- | ---------- | -------------------------------------------------------------------------------- | ----------- | ---- | ------------------------------------------------------------ |
| SB1       | Siegen ZOB | Hüttentalstraße (HTS) – Buschhütten – Kreuztal – Saßmicke                        | Olpe        | 60   | Keine Stehplätze wegen Fahrtweg über HTS/A4 mit Vmax 80 km/h |
| SB4       | Siegen ZOB | Rödgen – Wilnsdorf – Oberwilden – Gilsbach – Wahlbach – Industriegebiet Neuwiese | Burbach     | 120  |                                                              |
| SB5       | Siegen ZOB | Feuersbach – Deuz – Walpersdorf – Volkholz – Oberndorf – Feudingen               | Bad Laasphe | 120  |                                                              |

Schnellbusse halten nur an ausgewählten Haltestellen. Die Wiedereinführung des SB1 zwischen Siegen und Olpe ist seit 1. September 2022 realisiert.

### Nachtbuslinien
| Liniennr. | Startpunkt | Linienweg                                                          | Endpunkt    | Verkehrszeit | Bemerkungen |
| --------- | ---------- | ------------------------------------------------------------------ | ----------- | ------------ | --- |
| N1        | Siegen ZOB | Weidenau ZOB – Geisweid ZOB – Buschhütten                          | Kreuztal    | 0–4 Uhr      | |
| N2        | Siegen ZOB | Hengsbach – Eiserfeld – Niederschelden Fischbacherberg – Achenbach | Siegen ZOB  | 0–2 Uhr      | Gegenläufiger Rundverkehr |
| N4        | Siegen ZOB | Seelbach – Lindenberg – Büschergrund                               | Freudenberg | 0–3 Uhr      | |
| N5        | Siegen ZOB | Weidenau ZOB – Dreis-Tiefenbach – Netphen                          | Deuz        | 0–3 Uhr      | Gegenläufiger Rundverkehr innerhalb von Deuz; Hinweg über Kölner Straße, Rückweg über Waldstraße Fährt zwischen Weidenau Schmiedestraße und Weidenau ZOB beschleunigt |
| N6        | Siegen ZOB | Kaan-Marienborn – Niederdielfen – Oberdielfen                      | Wilnsdorf   | 0–3 Uhr      | |
| N9        | Siegen ZOB | Eiserfeld – Salchendorf – Neunkirchen                              | Burbach     | 0–3 Uhr      | Nur im Zweistundentakt |

Die Nachtbusse verkehren in den Nächten von Freitag auf Samstag und von Samstag auf Sonntag in einem Stundentakt. Eine Ausnahme bildet die zum 5. Januar 2024 neu eingeführte Linie N9 nach Burbach, welche nur zweistündlich verkehrt. Alle Abfahrten am Siegener ZOB erfolgen zur Minute '10, sodass ein Umstieg zwischen allen Nachtbuslinien möglich ist. Es wird ein Nachtbuszuschlag in Höhe von 2 Euro erhoben.

### Schienennetz

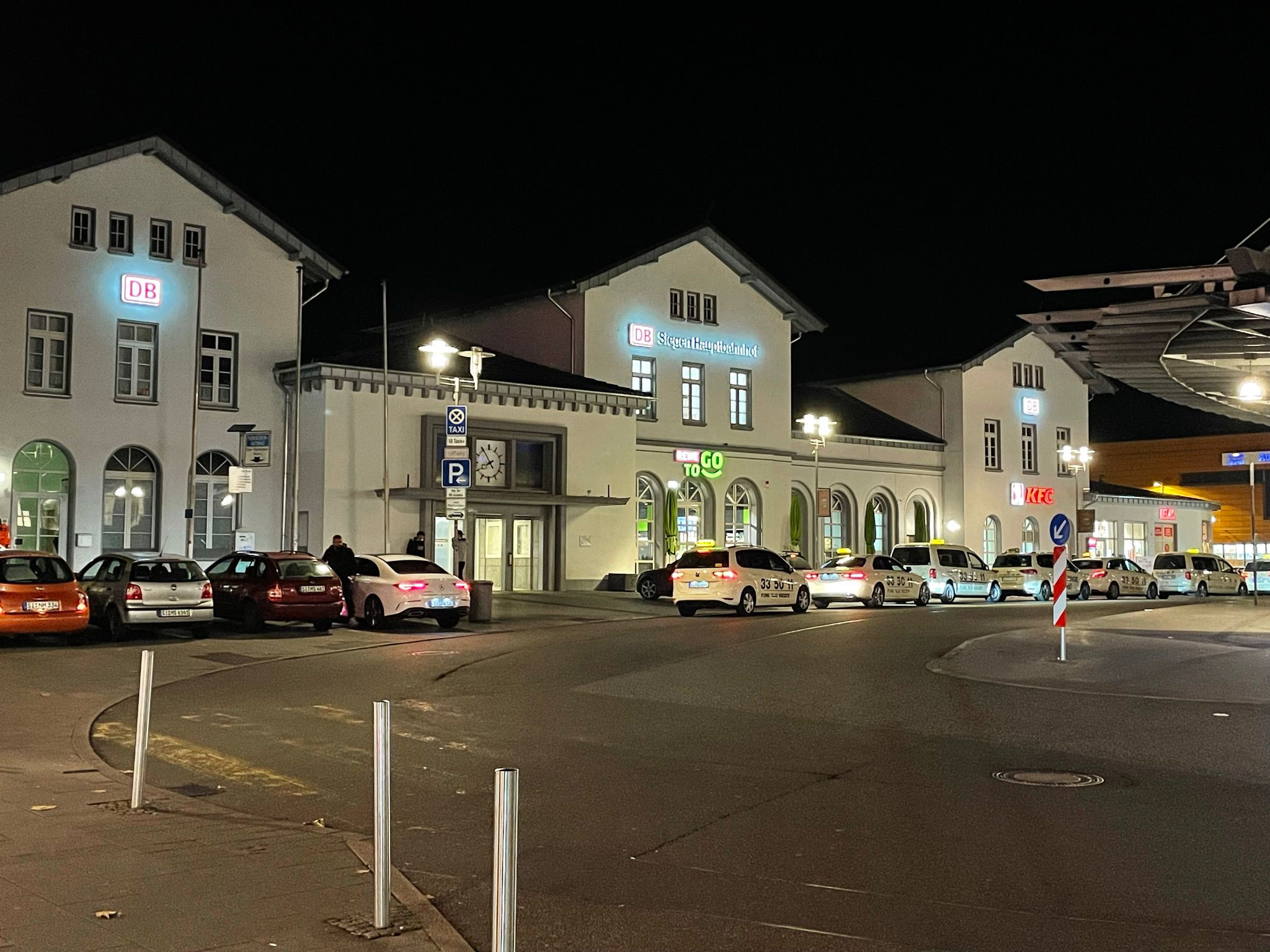
Siegen Hauptbahnhof

Das Schienennetz deckt mit 7 Zuglinien (3 Linien Regional-Express, 4 Linien RegionalBahn) die Anbindung in die nächstgrößeren Zentren (Rhein/Ruhr und Rhein/Main) ab. RE9, RB90, RB91 und RB93 verkehren dabei in einem exakten Stundentakt. Weil der Intercity Leistungen auf den Linien RE34 und RE99 bis Dillenburg übernommen hat und der RE99 nun alle 2 Stunden bis Dillenburg die Halte der RB95 bedienen muss, gibt es auf diesen Linien nur noch einen angenäherten Stundentakt. Sonntags verkehrt die RB91 auf dem kompletten Laufweg und die RB93 im Abschnitt Siegen-Betzdorf nur im Zweistundentakt, die RB95 bietet Sonntags keine Fahrten an. Darüber hinaus verkehrt die Linie RE99 nur bis Gießen im Stundentakt. Alle 2 Stunden ist dort ein Umstieg nach Frankfurt erforderlich. Die Intercity-Züge von DB Fernverkehr haben im Abschnitt Dillenburg-Dortmund eine Nahverkehrsfreigabe und ergänzen die Züge der Linien RE34 und RE99.
Folgende Zuglinien bedienen Siegen:
| Linie | Linienbezeichnung           | Linienverlauf                                                                                 | Betreiber            |
| ----- | --------------------------- | --------------------------------------------------------------------------------------------- | -------------------- |
| RE 9  | Rhein-Sieg-Express          | Aachen – Düren – Köln – Siegburg/Bonn – Hennef – Au (Sieg) – Betzdorf (Sieg) – Siegen Hbf     | DB Regio NRW         |
| RE 34 | Dortmund-Siegerland-Express | Dortmund – Witten – Iserlohn-Letmathe – Finnentrop – Kreuztal – Siegen Hbf                    | DB Regio NRW         |
| RB 90 | Westerwald-Sieg-Bahn        | Limburg (Lahn) – Westerburg – Altenkirchen – Au (Sieg) – Betzdorf (Sieg) – Siegen Hbf         | Hessische Landesbahn |
| RB 91 | Ruhr-Sieg-Bahn              | Hagen – Iserlohn-Letmathe – Finnentrop – Lennestadt – Kreuztal – Siegen Hbf                   | VIAS Rail            |
| RB 93 | Rothaarbahn                 | Betzdorf (Sieg) – Kirchen – Siegen Hbf – Kreuztal – Hilchenbach – Erndtebrück – Bad Berleburg | Hessische Landesbahn |
| RB 95 | Sieg-Dill-Bahn              | Siegen Hbf – Wilnsdorf-Rudersdorf – Haiger – Dillenburg                                       | Hessische Landesbahn |
| RE 99 | Main-Sieg-Express           | Siegen Hbf – Dillenburg – Wetzlar – Gießen – Friedberg (Hess) – Frankfurt (Main)              | Hessische Landesbahn |

Im Siegener Stadtgebiet befinden sich 3 Bahnhöfe und 2 Haltepunkte:
- Siegen Hbf (barrierefrei)
- Siegen-Weidenau (barrierefrei)
- Siegen-Geisweid (nicht barrierefrei)
- Eiserfeld (Sieg) (nicht barrierefrei)
- Niederschelden Nord (barrierefrei)

Der Bahnhof Niederschelden liegt schon in Niederschelderhütte (Rheinland-Pfalz), jedoch unweit der Grenze, und stellt einen wichtigen Versorgungszweck für die südlichen Stadtteile von Siegen dar. Der ehemalige Bahnhof Siegen Ost wird heute nur noch als Betriebsbahnhof für Güterzüge genutzt.
In Siegen und Südwestfalen gab es bereits mehrere Planungen, den Schienenverkehr umfassend zu modernisieren. Unter anderem wurde eine Stadtbahn und eine S-Bahn für die Region Siegen und Südwestfalen geprüft. Trotz des verkehrlichen Nutzens wurden die verschiedenen Projekte aus Kostengründen abgelehnt.

## Tarife

Verkehrsverbund Westfalentarif

Die Stadt Siegen liegt im Gebiet des Westfalentarifs. Dieser ist ein Verkehrsverbund, welcher am 1. August 2017 durch die Zusammenlegung der ehemaligen Verkehrsverbünde Ruhr-Lippe, Münsterland, OWL Verkehr sowie der Verkehrsgemeinschaft Westfalen-Süd entstanden ist. Der Westfalentarif gilt für alle Stadt- und Regionalbusfahrten sowie für Fahrten mit Nahverkehrszügen innerhalb des Verbundgebietes sowie zusätzlich als Übergangstarif auf der Siegstrecke bis Wissen und auf der Dillstrecke bis Dillenburg. Durch die Lage der Stadt Siegen in Nordrhein-Westfalen gelten zusätzlich die Tickets des NRW-Tarifes Schöner-Tag-NRW sowie Schöne-Fahrt-NRW und das Quer-durchs-Land-Ticket im Eisenbahn-Nahverkehr.